# 9588 Quesnay
A 9588 Quesnay (ideiglenes jelöléssel 1990 WE2) a Naprendszer kisbolygóövében található aszteroida. Eric Walter Elst fedezte fel 1990. november 18-án.
Nevét François Quesnay (1694 – 1774) francia közgazdász után kapta.